# Vlastiboř (ort i Tjeckien, Södra Böhmen)
Vlastiboř är en ort i Tjeckien.   Den ligger i regionen Södra Böhmen, i den centrala delen av landet, 90 km söder om huvudstaden Prag. Vlastiboř ligger 433 meter över havet och antalet invånare är 304.
Terrängen runt Vlastiboř är platt. Runt Vlastiboř är det glesbefolkat, med 16 invånare per kvadratkilometer. Närmaste större samhälle är Tábor, 17,4 km norr om Vlastiboř. Omgivningarna runt Vlastiboř är en mosaik av jordbruksmark och naturlig växtlighet.